# Mordella subuniformis
Mordella subuniformis es una especie de coleóptero de la familia Mordellidae.

## Distribución geográfica
Habita en Madagascar.